# رينالدو هان
رينالدو هان (بالفرنسية: Reynaldo Hahn) هو ناقد موسيقي وملحن وعازف بيانو فنزويلي وفرنسي، ولد في 9 أغسطس 1874 في كاراكاس في فنزويلا، وتوفي في 28 يناير 1947 في باريس في فرنسا.

## وصلات خارجية
- رينالدو هان على موقع IMDb (الإنجليزية)
- رينالدو هان على موقع الموسوعة البريطانية (الإنجليزية)
- رينالدو هان على موقع ميوزك برينز (الإنجليزية)
- رينالدو هان على موقع أول موفي (الإنجليزية)
- رينالدو هان على موقع قاعدة بيانات برودواي على الإنترنت (الإنجليزية)
- رينالدو هان على موقع ديسكوغز (الإنجليزية)
- رينالدو هان على موقع كينوبويسك (الروسية)